# Weiterstadt
Weiterstadt è una città tedesca di 26 322 abitanti,, situata nel Land dell'Assia. Localizzata tra il Reno e il Meno nei pressi di Darmstadt, è divisa in quattro frazioni: Riedbahn, Braunshardt, Schneppenhausen e Gräfenhausen.

## Amministrazione

### Gemellaggi
Weiterstadt è gemellata con:
- Chienes, dal 1962
- Verneuil-sur-Seine, dal 1986
- Bagno a Ripoli, dal 2007